# Visitor Location Register
Das Visitor Location Register (VLR; deutsch: Besucherortsregister) ist ein Begriff aus der GSM-Mobilfunktechnik. Das VLR ist eine Datenbank im Mobile-services Switching Centre (MSC). Hier sind die Informationen über alle Teilnehmer abgelegt, die sich gerade im Einzugsbereich des MSC befinden.

## VLR-Daten
In der VLR-Datenbank befinden sich folgende Informationen über jedes eingebuchte Mobilfunkgerät
1. International Mobile Subscriber Identity (IMSI)
2. Mobile Subscriber ISDN Number (MSISDN)
3. Temporary Mobile Subscriber Identity (TMSI)
4. Mobile Station Roaming Number (MSRN)
5. Location Area Identification (LAI)
6. Adresse des Mobile-services Switching Centre (MSC-Adresse)
7. Adresse des Home Location Register (HLR-Adresse)
8. Daten des gebuchten Dienstprofils
9. Verkehrsdaten, die zur Weiterleitung an die Billing-Center entstehen

Die Informationen im VLR sind eine Kopie der Teilnehmerdaten, die sich im Home Location Register (HLR) befinden.

## Rufaufbau
Die Rufnummer eines Mobilfunkteilnehmers enthält keine Information über seinen Aufenthaltsort.  In welcher Funkzelle er momentan eingebucht ist, kann nur über eine Anfrage beim HLR und Visitor Location Register erfragt werden. Als Grundlage für eine solche Anfrage dient ein Protokoll, das auf Signalling System 7 basiert. Aus den Informationen der Antwort wird ein entsprechender Rufaufbau durchgeführt.
Soll ein Telefongespräch an das mobile Endgerät vermittelt werden, so wird anhand der Rufnummer des gewünschten Teilnehmers das HLR ermittelt, in dem sich die Stammdaten des Teilnehmers befinden. Das HLR gibt die MSC-Adresse zurück, in dessen VLR der Teilnehmer gerade angemeldet ist. Anhand der VLR-Daten dieses MSC wird die Location Area des Teilnehmers ermittelt. In allen Funkzellen, die zu dieser Location Area (LA) gehören, wird anschließend über den Signalisierungskanal ein Rufsignal ausgestrahlt, welches die TMSI enthält.

## Location Update
Wechselt ein Mobiltelefon in die Funkzelle einer anderen Location Area oder verstreicht eine vom Mobilfunkbetreiber vorgegebene Zeit ohne Verbindung des Mobiltelefons mit dem Netz, wird vom Endgerät ein Location Update durchgeführt. Wird dabei der Einzugsbereich des MSC, in dessen VLR der Teilnehmer angemeldet ist, nicht verlassen, wird lediglich die Location Area Information im VLR aktualisiert.
Wechselt der Teilnehmer in den Einzugsbereich eines anderen MSC, so sendet das neue MSC die neue Location Area an das dem Teilnehmer zugeordnete HLR, welches daraufhin die Daten im VLR des alten MSC löscht und den aktuellen Teilnehmerdatensatz an das VLR des neuen MSC schickt.
Siehe auch: GSM, Standortbezogene Dienste